# Aéroport Clermont-Ferrand Auvergne

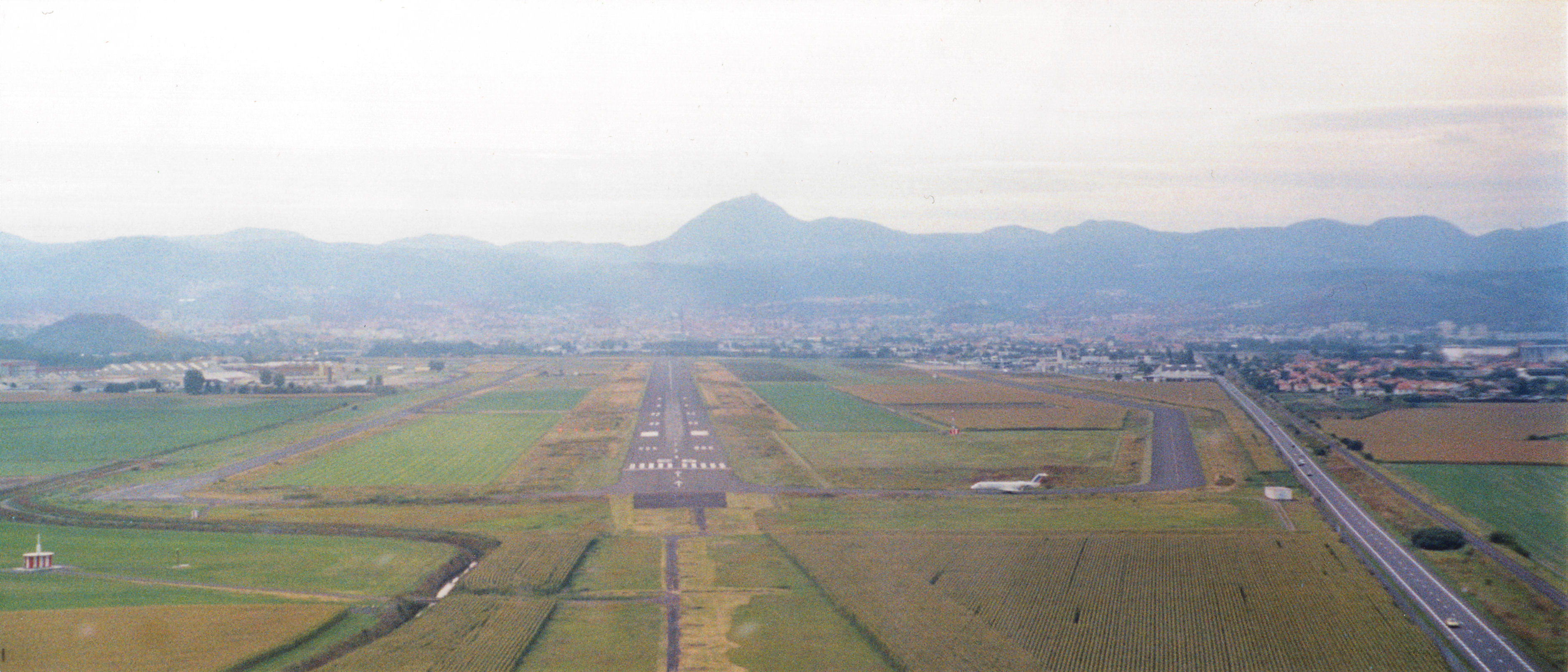
Vlak voor de landing op Clermont-Ferrand Auvergne

Luchthaven Clermont-Ferrand Auvergne (Frans: Aéroport Clermont-Ferrand Auvergne) (IATA: CFE, ICAO: LFLC) is een luchthaven nabij de Franse stad Clermont-Ferrand. Om precies te zijn bevindt de luchthaven zich 6,7 km ten oosten van Clermont-Ferrand in Aulnat, in het departement Puy-de-Dôme. In 1916 werd de eerste verharde landingsbaan van Europa geopend in Clermont-Ferrand.

## Passagiersaantallen
| Jaar | Passagiers  |
| ---- | ----------- |
| 1972 | +/- 100.000 |
| 1987 | +/- 200.000 |
| 1992 | 250.536     |
| 1997 | +/- 500.000 |
| 2002 | 1.090.417   |
| 2005 | 592.372     |
| 2010 | 377.330     |
| 2011 | 385.676     |
| 2012 | 375.865     |

De passagiersaantallen bleven lange tijd stijgen door een hub van de Franse luchtvaartmaatschappij Régional. In 2002 heeft de luchthaven zelfs de grens overschreden van 1 miljoen passagiers. Nadat Régional vertrok van luchthaven Clermond-Ferrand daalden de passagiersaantallen drastisch, doordat een groot aantal voormalige bestemmingen (Nantes, Marseille, Metz-Nancy, Rennes, Strasbourg, Biarritz, Bordeaux, Montpellier, Genève, Londen, Milaan, La Rochelle, Pau, Perpignan, Lille, Toulon, Brest, Poitiers, Dijon, Angouleme, Angers, Turijn, Avignon, Bastia en München) niet meer werd aangedaan vanaf de luchthaven.
Door de komst van Ryanair naar de luchthaven is het aantal passagiers in 2011 weer licht gestegen. Ryanair heeft plannen om Dublin toe te voegen aan de bestemmingen, wat zou moeten zorgen voor een stijging van het aantal passagiers.